# Bill Janklow
William John Janklow dit Bill Janklow est un homme politique américain né le 13 septembre 1939 et mort le 12 janvier 2012. Membre du Parti républicain, il est le gouverneur du Dakota du Sud au plus long mandat de l'histoire (seize ans au total).

## Biographie
Janklow naît à Chicago. C'est après le décès de son père qu'il déménage dans la ville natale de sa mère, Flandreau dans le Dakota du Sud. Après avoir servi dans le United States Marine Corps de 1955 à 1959, il est diplômé en droit de l'université du Dakota du Sud.
Après avoir été l'avocat d'une réserve amérindienne, Janklow est élu procureur général du Dakota du Sud. À ce poste, il poursuit plusieurs membres de l'American Indian Movement. Il est élu gouverneur de l'État en 1978 puis réélu en 1982. Ne pouvant se représenter, il redevient avocat. Il échoue à obtenir la nomination républicaine pour le Sénat des États-Unis en 1986, battu par le sortant James Abdnor.
En 1994, Janklow se représente au poste de gouverneur après le décès de George S. Mickelson. Il bat de peu le remplaçant de Mickelson, Walter Dale Miller, lors de la primaire républicaine. Il est réélu en 1998 mais ne peut pas se présenter à un troisième mandat consécutif en 2002. Durant ses différents mandats de gouverneur, il réduit la réglementation pour attirer des entreprises de cartes de crédit comme Citibank, renforce le réseau ferroviaire de l'État et donne accès à l'internet haut-débit aux écoles,.
Lors des élections de 2002, il fait son entrée à la Chambre des représentants des États-Unis en battant la démocrate Stephanie Herseth avec 53 % des voix. Le 16 août 2003, alors qu'il est en excès de vitesse, Janklow grille un stop et tue un motocycliste de 55 ans. En décembre, il est déclaré coupable de meurtre et condamné à cent jours de prison. Il démissionne de la Chambre des représentants le mois suivant.
Il meurt d'un cancer du cerveau en janvier 2012. Il est enterré dans le cimetière national de Black Hills au Dakota du Sud.

## Affaire Jancita Eagle Deer
En 1974, un mois avant l'élection du procureur général de l'État pour lequel Janklow était candidat, Jancita Eagle Deer a déposé une requête par l'intermédiaire de son avocat Larry Leventhal et de l'avocat tribal Dennis Banks pour faire radier Janklow et ainsi l'empêcher de pratiquer au tribunal tribal. Selon Banks, au début de l'année 1967, Eagle Deer, alors une écolière Lakota âgée de 15 ans au pensionnat Rosebud de la réserve indienne Rosebud, avait signalé à son directeur d'école que Janklow, pour qui elle travaillait comme baby-sitter, l'avait violé le 13 janvier.
Le Bureau des affaires indiennes (BIA), responsable de l'application des lois sur la réserve à l'époque, aurait envoyé le dossier d'enquête policière sur le viol (dont il avait la garde) à son bureau d'Aberdeen, pour le tenir à l'écart de la Court tribale des Sioux Rosebud.
Le juge Mario Gonzalez du tribunal tribal de la réserve indienne de Rosebud interdit à Janklow de pratiquer le droit sur la réserve de Rosebud. À la demande des avocats d'Eagle Deer, le tribunal tribal « émit un mandat d'arrêt pour délit à l'encontre de Janklow sur la base d'un témoignage sous serment au nom d'Eagle Deer (car il était généralement admis à l'époque que les tribunaux tribaux avaient compétence sur les non-Indiens) », mais aucune arrestation ne fut effectuée. Janklow nia toutes les allégations liées à l'affaire de viol et aucune accusation pénale ne fut déposée.
En 1975, Janklow fit l'objet d'une enquête par le FBI avant d'être nommé candidat à la nomination au conseil d'administration de la Legal Services Corporation. L'avocat de la Maison-Blanche a transmis sa recommandation au Comité judiciaire du Sénat (qui votera sur la nomination), déclarant que son enquête sur l'affaire de viol concluait a une insuffisance des preuves.
En avril 1975, Jacinta Eagle Deer est tuée la nuit dans un accident avec délit de fuite dans le sud du Nebraska. Après sa mort, la belle-mère de Jacinta, Delphine Eagle Deer, sœur de Leonard Crow Dog, plaide en faveur de la jeune femme. Delphine Eagle Deer est elle même assassinée environ neuf mois plus tard, en 1976, dans une affaire encore non résolue.